# Аланская епархия (историческая)

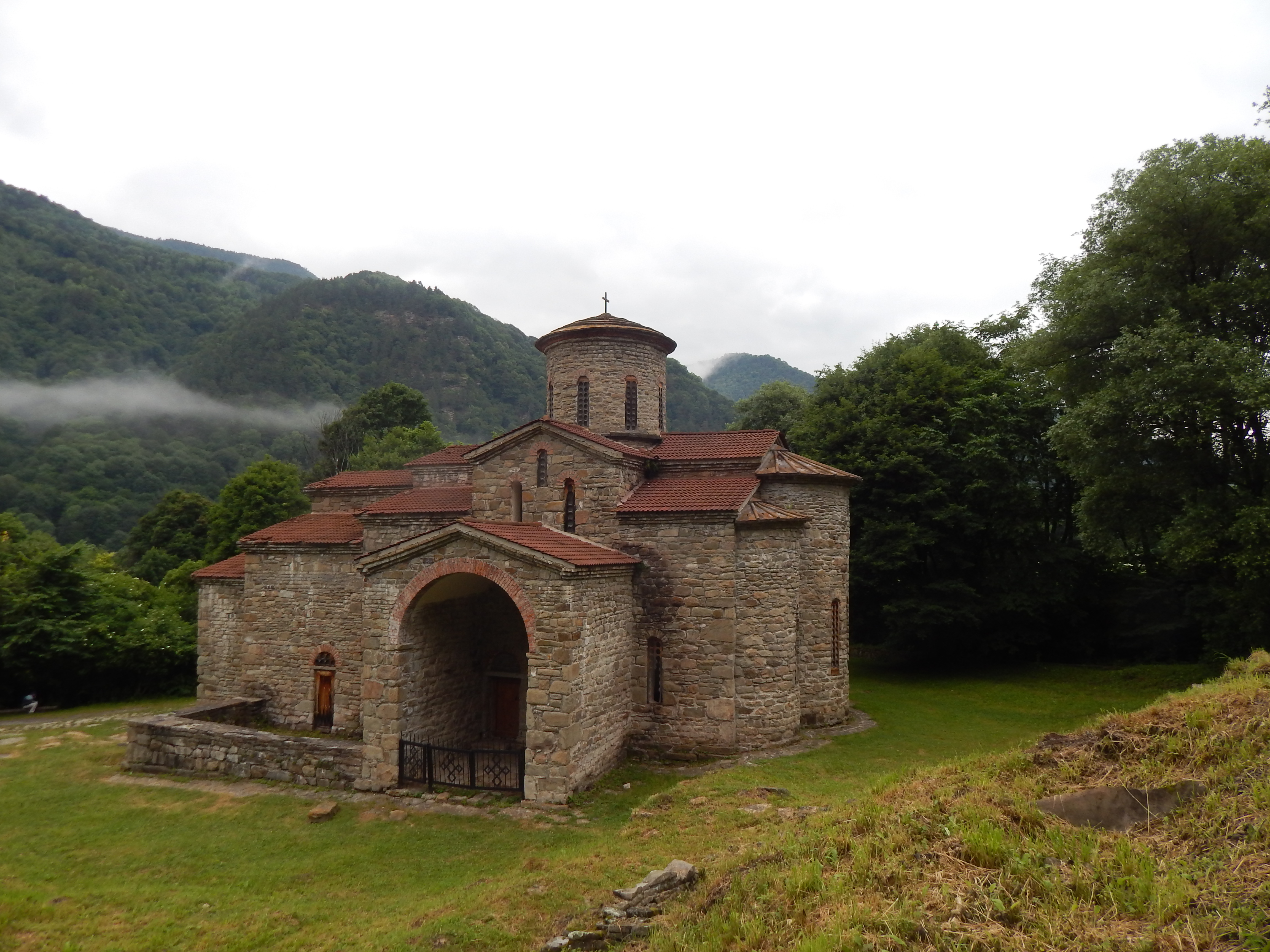
Архыз. Северный храм. Кафедральный храм Аланской епархии

Ала́нская епа́рхия (греч. ἐπαρχία ̓Αλανίας) — историческая епархия Константинопольского патриархата на Кавказе, на территории Аланского государства. Основана в начале X века. Упоминается до XVI века.

## Ранний период
О проповеди среди алан апостолов Андрея Первозванного и Симона Кананита упоминает христианский писатель VIII—IX веков Епифаний Монах (после 815 года):

Затем пришли в крепость Химар, где сегодня место упокоения многострадального Максима. В этих странах остался Матфий с учениками, творя множество чудес. А Симон и Андрей отправились в Аланию и в город Фусту. И сотворив множество чудес и многих наставив, отправились в Авасгию.
Однако никаких научных подтверждений столь раннему крещению алан нет. Вероятно столь же легендарно сообщение армянского историка Агафангела о крещении аланского правителя Григорием Просветителем. Упоминание о мученической кончине алан христиан от рук своих соотечественников содержат армянские источники V века «Мученичество Воаскеанов» и «Мученичество Сукиасянов».
Первые признаки христианства на землях Алании относятся к VII—VIII векам. Первое письменное подтверждение связано с именем преподобного Максима Исповедника, который при императоре Константе II был сослан в «страну лазов». Местом ссылки и упокоения святого стал «Схемарий — укрепление по соседству с племенем аланов». Один из его спутников, Анастасий Апокрисиарий, оставил письменное свидетельство об этих событиях. В частности он сообщает о приходе к власти в год смерти преподобного Максима «богобоязненного и христолюбивого» властителя Алан Григория, сместившего правителя язычника. Феодосий Гангрский, побывавший в этих краях в 668 году, привёз оттуда реликвии, подаренные ему настоятелем монастыря Иоанна Крестителя Григорием. Таким образом, во второй половине VII века в Алании уже существовал православный монастырь, а часть аланской знати была крещена.
Наиболее ранние археологические находки, указывающие на распространение христианства среди аланов, относятся к VIII веку. Ни о какой систематической просветительской деятельности в Алании в это время не известно. Процесс, скорее всего, идёт стихийно, под влиянием соседних христианских народов, населяющих Авазгию, Таврику, Грузию и Византийскую империю. Уже в самом начале X века арабский писатель Ибн Русте писал об аланах: «Царь алан — христианин в душе, но все люди, населяющие его царство, — язычники, поклоняющиеся идолам».

## Крещение алан

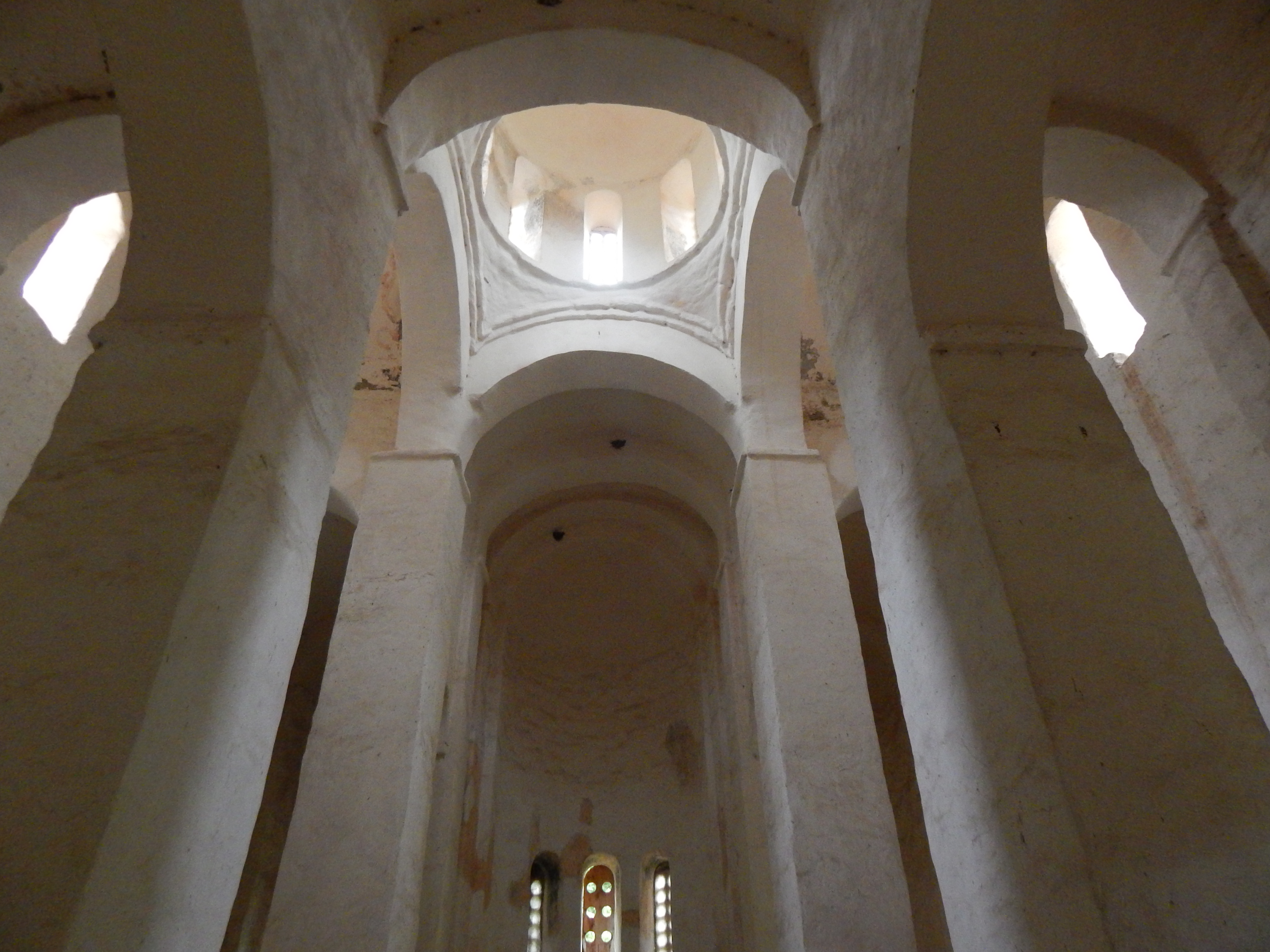
Архыз. Северный храм. Подкупольное пространство.

Широкая миссионерская деятельность среди алан началась только в начале X века при патриархе Николае Мистике (901—907 и 912—925 гг). Этому способствовали тесные союзнические отношения с Византией и заинтересованность империи в сильном союзнике на Кавказе. Принято считать, что крещение алан относится ко второму патриаршеству Николая Мистика (912—925), между 912—916 годами. Ряд исследователей предполагают, что процесс активной христианизации Алании начался раньше, в первое патриаршество Николая Мистика. По меньшей мере известно, что в 907 году вместе с патриархом Николаем в опалу попал и не названный архиепископ алан, однако в нотициях этого времени упоминаний о такой епархии ещё нет.
История крещения алан известна из переписки патриарха Николая Мистика. В частности известно, что просвещению алан способствовали правители авазгов (абхазов) Константин III и сменивший его Георгий II. Патриарх Николай в письме к Константину благодарит его о крещения аланского князя. На основании этого можно сделать вывод, что крещение аланского князя произошло до 916 года, когда Константин умер, но после 912 года, когда при восстановление патриаршества Николая Мистика возобновились миссионерские усилия в Алании. В Константинополе для Алании был поставлен архиепископ Пётр, который отбыл к месту своего служения, очевидно. в 914 году. Таким образом, можно говорить об образовании Аланской епархии в это время, которая, очевидно, имела статус автокефальной архиепископии.
Постоянные жалобы архиепископа Петра на трудности его миссии заставляют патриарха обращаться за помощью и поддержкой к правителю авазгов Георгию II сыну Константина III. В конце концов, в Аланию вновь отправляется Евфимий, ставший к этому времени настоятелем одного из монастырей на Олимпе Вифинском. Этот момент трудно поддаётся датировке, однако известно, что в 917 году Евфимий был с дипломатическим поручением в Болгарии. Произошло это после неудачного для империи сражения при Ахелое 20 августа 917. Когда Евфимий отправился в Аланию, до своего посольства к болгарам или после, не известно. Как можно догадаться из патриарших посланий, отношения между архиепископом Пётром и Евфимий не были гладкими, возможно между ними был спор из-за первенства. Патриарх, по всей видимости более доверяя Евфимию, предпринимает попытки посредничества и примирения между ними, называя игумена Евфимия братом архиепископу и предлагая относиться к нему «со всяким благоговением и почтением».

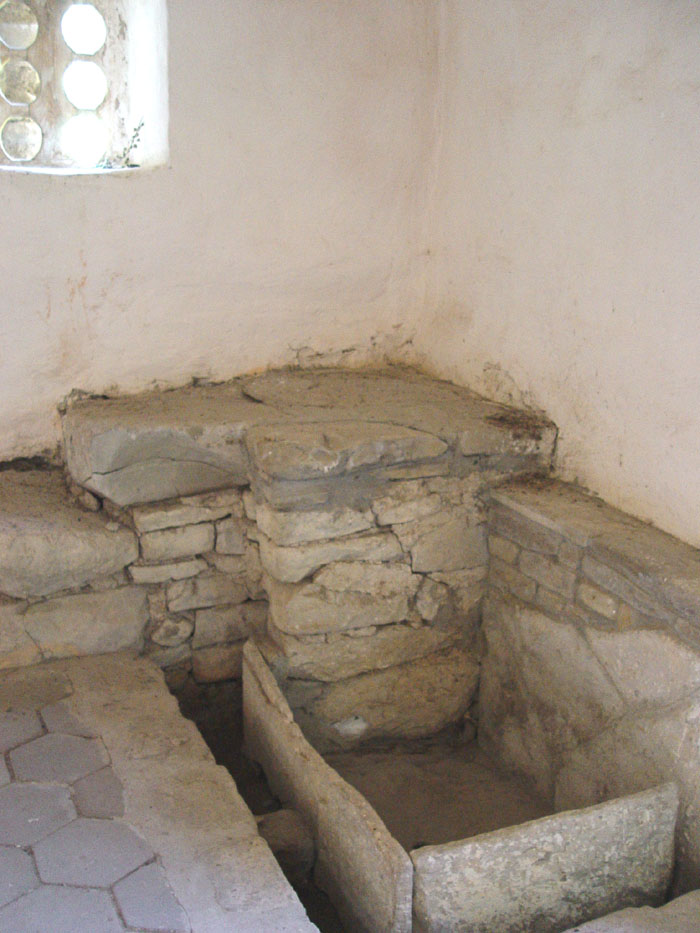
Северный храм. Баптистерий

Арабский историк Аль-Масуди сообщает о изгнании греческого клира в 931—932 годах: «После распространения ислама при Аббасидах цари алан, которые до этого были язычниками, приняли христианскую веру, но после 320 года они отвратились от неё и изгнали епископов и священников, присланных к ним царем Рума». Это единичное сообщение, никак не подкрепляемое другими источниками. Однако оно не представляется невероятным. Косвенно подтверждает этот факт разрушение «Ильичёвской базилики», совершённого местным населением примерно в это же время. Вероятной причиной такого поворота политики правителей Алании многие исследователи называют поражение в войне с иудейской Хазарией при хазарском каган-беке Аароне II. На какое-то время Алания возвращается в орбиту хазарской политики. Новый союз был скреплён династическим браком.
Точно не известно, когда Алания вернулась к Православию. Безусловно, это происходило после того, как распался вынужденный алано-хазарский союз, и были восстановлены отношения с Византией. Эти рамки не столь уж широки. В 945 году аланы вместе с хазарами участвуют в походе на Бердаа. Но вскоре Константин Багрянородный в своей книге «О церемониях» называет правителя аланов своим духовном сыном и говорит о их вражде к хазарам. Таким образом верхний предел восстановления Православия в Алании не может превышать 959 года.
В нотициях Аланская епархия, уже как митрополия, появляется в конце X века (нотиция № 10), пока ещё в схолиях. В следующей нотиции, датируемой 1032—1039 годами, она оказывается на 61-м месте после возникшей в конце X века Русской митрополии. В отличие от неё, Аланская митрополия епископий не содержит, и, очевидно, это лишь высокий титул для церкви важного союзника. К концу X века (998 год) относится упоминание аланского митрополита Николая в типиконе патриарха Сисиния II.

## Кафедры Алании и Сотириуполя
Запись о соединении Аланской и Сотириупольской кафедр относилась к патриаршеству Николая III Грамматика (1084—1111). Сформулирована она так: «Алании отдан Сотериуполь». Первым митрополитом и архиепископом стал Иоанн Монастириот. При этом Сорериупольская кафедра упразднена не была, она так и продолжала числиться в нотициях как автокефальная архиепископия и занимавший эту двойную кафедру иерарх именовался митрополитом Аланским и архиепископом Сотериупольским. Правда в документах вторая часть часто опускалась.